# Хрістос Каркаманіс
Хрістос Каркаманіс (грец. Χρήστος Καρκαμάνης, нар. 2 вересня 1969, Салоніки) — грецький футболіст, що грав на позиції воротаря, зокрема за клуб «Аріс», а також національну збірну Греції.

## Клубна кар'єра
У дорослому футболі дебютував 1987 року виступами за команду «Аріс», в якій провів десять сезонів, взявши участь у 234 матчах чемпіонату. Більшість часу, проведеного у складі «Аріса», був основним гравцем команди.
Згодом з 1997 по 2004 рік грав у складі команд «Іракліс», «Едессайкос», «Трикала», «Козані» та «Посейдон Неон Порон».
Завершив ігрову кар'єру у команді «Олімпіакос», за яку виступав протягом 2004—2007 років.

## Виступи за збірну
У 1992 році дебютував в офіційних матчах у складі національної збірної Греції.
У складі збірної був учасником чемпіонату світу 1994 року у США.
Загалом протягом кар'єри в національній команді, яка тривала 4 роки, провів у її формі 10 матчів.